# 海口天主教堂
海口天主教堂，也称为海口耶穌聖心堂，是位于中國海南省省會海口市美苑路的一家天主教堂，屬天主教海南監牧區。
教堂佔地五畝，建築面積2,470平方米，耗資七百萬人民幣。2010年5月6日奠基。2012年5月17日舉行獻堂禮，並祝聖了監牧區自1950年以來首位新神父。
海口原有的天主教堂建於1984年，由一家基督新教教堂改建而成。